# Polizeiruf 110: Nerze
Nerze ist ein deutscher Kriminalfilm von Lothar Hans aus dem Jahr 1981. Der Fernsehfilm erschien als 70. Folge der Filmreihe Polizeiruf 110.

## Handlung
Seit Jahren sind die Brüder Konrad und Fritz Winterfeld miteinander verfeindet. Beide betreiben im Dorf eine eigene Nerzfarm und nutzen jede Möglichkeit, um dem anderen zu schaden. Fritz ruft während einer Feier Konrads die Feuerwehr an, die die Feier abbricht. Konrad rächt sich, indem er in Fritz’ Nerzfarm während der Paarungszeit Knallfrösche anzündet und die Tiere verschreckt. Vergeblich versucht ABV Dieter Gollnow, beide Parteien miteinander zu versöhnen. Sie liegen im Streit, seit ihr Vater Selbstmord begangen hat. Konrads Frau musste ihn pflegen, bis sie am Ende ihrer Kräfte war. Sie wollte, dass er ins Heim kommt, und Konrad stimmte zu. Daraufhin nahm sich sein Vater das Leben, und Fritz gab nun Konrad die Schuld am Tod des Vaters. Seither fiel zwischen beiden kein freundliches Wort mehr, zumal der ältere Konrad immer befürchtete, dass sein Bruder erfolgreicher als er sein könnte.
Fritz’ Tochter Heike kommt ins Dorf und will auf Dieter Gollnows Betreiben hin ihren Vater und ihren Onkel miteinander versöhnen, doch auch sie scheitert. Eines Tages bemerkt sie, dass die Nerze auf der Farm ihres Vaters sterben. Innerhalb kürzester Zeit sind alle 800 Tiere verendet. Hauptmann Peter Fuchs und Leutnant Vera Arndt werden gerufen, da die Untersuchung der Tiere eine Vergiftung ergibt. Auf der Suche nach den Brüdern Winterfeld finden die Ermittler Konrad niedergestochen auf seinem Grundstück vor. Fritz bleibt verschwunden und erscheint erst später volltrunken auf seiner Nerzfarm. Er hat aufgegeben, bezeichnet sich als tot und will auch keinen Neuanfang beginnen. Für ihn ist klar, dass Konrad die Tiere vergiftet hat.
Konrad hat neben Fritz in Fischhändler Rüdiger Hempel einen weiteren Feind, da er mit Rüdigers Frau Anni ein Verhältnis hat. Als Täterin infrage käme auch Konrads Ehefrau Sabine, die sich im Streit von ihm getrennt hat, kurz bevor er verletzt aufgefunden wurde. Sie gibt an, mit ihrem Arbeitsmesser aus dem Haus gerannt zu sein und es im Garten fallen gelassen zu haben. Anschließend sei sie zu Heike gerannt. Das Messer findet sich jedoch versteckt im Garten Konrads. Faserspuren an der Klinge weisen auf einen speziellen Pullover-Typ, den unter anderem Rüdiger besitzt. Er sagt aus, er habe gesehen, wie Fritz mit Konrad wegen der toten Nerze Streit begonnen habe. Im Gerangel habe Fritz Konrad niedergestochen. Er selbst habe das Messer anschließend aufgenommen und gereinigt, weil er nicht wollte, dass der Streit zwischen beiden größere Kreise zieht. Fritz gibt schließlich die Tat zu. Er ist erschüttert, als er erfährt, dass Konrad seine Nerze nicht vergiftet hat. Das Futterfleisch wurde im Geflügelschlachtkombinat falsch gelagert, sodass Desinfektionsmittel das Fleisch kontaminierten. Die Nerze fraßen das giftige Fleisch und starben. Der Betriebsdirektor des Geflügelschlachtkombinats Heinz wird sich nicht nur dafür verantworten müssen, sondern auch für den schwarzen Verkauf von Überproduktionsmasse, den Konrad für ihn organisierte. Fritz wiederum besucht seinen Bruder im Krankenhaus, bevor er von den Ermittlern abgeführt wird.

## Produktion
Nerze wurde vom 27. März bis 15. Mai 1980 unter anderem in Lübstorf und Umgebung sowie Wismar gedreht. Die Kostüme des Films schuf Beate Faeth, die Filmbauten stammen von Stephan Köhler. Der Film erlebte am 22. Februar 1981 im 1. Programm des Fernsehens der DDR seine Premiere. Die Zuschauerbeteiligung lag bei 66,3 Prozent.
Es war die 70. Folge der Filmreihe Polizeiruf 110. Hauptmann Peter Fuchs ermittelte in seinem 44. Fall und Leutnant Vera Arndt in ihrem 43. Fall.